# Stephen Miller
Stephen Miller, född 7 januari 1816 i Pennsylvania, död 18 augusti 1881 i Worthington, Minnesota, var en amerikansk republikansk politiker. Han var Minnesotas guvernör 1864–1866.
Miller flyttade 1858 till Minnesota och var republikansk elektor i presidentvalet i USA 1860. Han deltog i amerikanska inbördeskriget som officer i nordstatsarmén.
Miller efterträdde 1864 Henry Adoniram Swift som Minnesotas guvernör och efterträddes 1866 av William Rainey Marshall. I Minnesotas representanthus satt han 1873–1874. Miller var på nytt elektor i presidentvalet i USA 1876.
Miller avled 1881 och gravsattes på Worthington Cemetery i Worthington.